# Derek Forbort
Derek Forbort (né le 4 mars 1992 à Duluth, dans l'État du Minnesota aux États-Unis) est un joueur professionnel américain de hockey sur glace qui évolue actuellement au poste de défenseur pour les Bruins de Boston dans la LNH.

## Carrière de joueur
Joueur issue du programme de développement américain de joueurs de hockey. Il est le premier choix des Kings de Los Angeles en 2010. Il se mérite aussi la médaille d'or au Championnat du monde moins de 18 ans de hockey tenu en Biélorussie.
Il gagne la Coupe Calder avec les Monarchs de Manchester en 2015.
Le 16 octobre 2015, il joue son premier match dans la LNH dans une victoire de 2-1 contre le Wild du Minnesota. Le 28 décembre 2015, soit 2 mois après ses débuts dans la LNH, il trouve le fond du filet pour la première fois de sa carrière dans une victoire de 5-0 contre les Canucks de Vancouver.
Le 24 février 2020, il est échangé aux Flames de Calgary en retour d'un choix conditionnel de 4e tour en 2021. 
Le 11 octobre 2020, il signe un contrat de 1 an et 1 million de $ avec les Jets de Winnipeg. Le 28 juillet 2021, Forbort signe un contrat de 3 ans et 9 millions de $ avec les Bruins de Boston. 

## Statistiques

### En club
| Saison     | Équipe                                 | Ligue      |     | Saison régulière | Saison régulière | Saison régulière | Saison régulière | Saison régulière |   | Séries éliminatoires | Séries éliminatoires | Séries éliminatoires | Séries éliminatoires | Séries éliminatoires |
| Saison     | Équipe                                 | Ligue      | PJ  | B                | A                | Pts              | Pun              | PJ               | B | A                    | Pts                  | Pun                  |                      |                      |
| 2008-2009  | Équipe des États-Unis 18 ans           | NAHL       | 2   | 0                | 1                | 1                | 6                | -                | - | -                    | -                    | -                    |                      |                      |
| 2009-2010  | Équipe de développement des États-Unis | USHL       | 26  | 4                | 10               | 14               | 26               | -                | - | -                    | -                    | -                    |                      |                      |
| 2010-2011  | Fighting Sioux du Dakota du Nord       | NCAA       | 38  | 0                | 15               | 15               | 26               | -                | - | -                    | -                    | -                    |                      |                      |
| 2011-2012  | Fighting Sioux du Dakota du Nord       | NCAA       | 35  | 2                | 11               | 13               | 28               | -                | - | -                    | -                    | -                    |                      |                      |
| 2012-2013  | Fighting Sioux du Dakota du Nord       | NCAA       | 42  | 4                | 13               | 17               | 22               | -                | - | -                    | -                    | -                    |                      |                      |
| 2012-2013  | Monarchs de Manchester                 | LAH        | 6   | 0                | 1                | 1                | 0                | 4                | 0 | 0                    | 0                    | 4                    |                      |                      |
| 2013-2014  | Monarchs de Manchester                 | LAH        | 74  | 1                | 16               | 17               | 42               | 3                | 0 | 0                    | 0                    | 0                    |                      |                      |
| 2014-2015  | Monarchs de Manchester                 | LAH        | 67  | 4                | 11               | 15               | 52               | 19               | 0 | 6                    | 6                    | 12                   |                      |                      |
| 2015-2016  | Kings de Los Angeles                   | LNH        | 14  | 1                | 1                | 2                | 17               | -                | - | -                    | -                    | -                    |                      |                      |
| 2015-2016  | Reign d'Ontario                        | LAH        | 40  | 2                | 8                | 10               | 40               | 13               | 0 | 2                    | 2                    | 0                    |                      |                      |
| 2016-2017  | Kings de Los Angeles                   | LNH        | 82  | 2                | 16               | 18               | 54               | -                | - | -                    | -                    | -                    |                      |                      |
| 2017-2018  | Kings de Los Angeles                   | LNH        | 78  | 1                | 17               | 18               | 49               | -                | - | -                    | -                    | -                    |                      |                      |
| 2018-2019  | Kings de Los Angeles                   | LNH        | 81  | 2                | 12               | 14               | 52               | -                | - | -                    | -                    | -                    |                      |                      |
| 2019-2020  | Reign d'Ontario                        | LAH        | 5   | 1                | 0                | 1                | 5                | -                | - | -                    | -                    | -                    |                      |                      |
| 2019-2020  | Flames de Calgary                      | LNH        | 7   | 0                | 0                | 0                | 0                | 10               | 1 | 1                    | 2                    | 2                    |                      |                      |
| 2020-2021  | Jets de Winnipeg                       | LNH        | 56  | 2                | 10               | 12               | 35               | 8                | 1 | 0                    | 1                    | 0                    |                      |                      |
| 2021-2022  | Bruins de Boston                       | LNH        | 76  | 4                | 10               | 14               | 48               | 7                | 1 | 0                    | 1                    | 12                   |                      |                      |
| 2022-2023  | Bruins de Boston                       | LNH        | 54  | 5                | 7                | 12               | 23               | 7                | 0 | 1                    | 1                    | 21                   |                      |                      |
| 2023-2024  | Bruins de Boston                       | LNH        | 35  | 0                | 4                | 4                | 17               | 3                | 0 | 0                    | 0                    | 0                    |                      |                      |
| 2023-2024  | Bruins de Providence                   | LAH        | 2   | 0                | 0                | 0                | 2                | -                | - | -                    | -                    | -                    |                      |                      |
| Totaux LNH | Totaux LNH                             | Totaux LNH | 496 | 17               | 78               | 95               | 299              | 35               | 3 | 2                    | 5                    | 35                   |                      |                      |

### En équipe nationale
| Année | Équipe     | Compétition                         |   | PJ | B | A | Pts | Pun                |  | Résultat |
| 2010  | États-Unis | Championnat du monde junior -18 ans | 7 | 0  | 2 | 2 | 6   | Médaille d'or      |  |          |
| 2011  | États-Unis | Championnat du monde junior         | 6 | 0  | 0 | 0 | 0   | Médaille de bronze |  |          |
| 2012  | États-Unis | Championnat du monde junior         | 3 | 0  | 2 | 2 | 0   | Septième           |  |          |

## Trophées et honneurs personnels

### Ligue américaine de hockey
- 2014-2015 : vainqueur de la coupe Calder avec les Monarchs de Manchester